# جيمس ويتفيلد
جيمس ويتفيلد (بالإنجليزية: James Whitfield)‏ هو سياسي أمريكي، ولد في 15 ديسمبر 1791 في مقاطعة إلبرت في الولايات المتحدة، وتوفي في 25 يونيو 1875 في كولومبوس في الولايات المتحدة. حزبياً، نشط في الحزب الديمقراطي. وقد انتخب حاكم ميسيسيبي ‏ وانتخب عضو مجلس ولاية مسيسيبي وانتخب عضو مجلس نواب مسيسيبي.